# Keelontsteking
Keelontsteking (faryngitis) is een ontsteking van de keelholte en/of de tonsillen. De etiologie is bijna altijd infectieus, met de meerderheid van de gevallen van virale oorsprong.
De bijbehorende klachten zijn vooral keelpijn en pijn bij het slikken. De aandoening geneest bijna altijd spontaan na 3 tot 4 dagen zonder het gebruik van antibacteriële middelen. Een beruchte bacteriële verwekker van een keelontsteking is de streptococcus pyogenes.

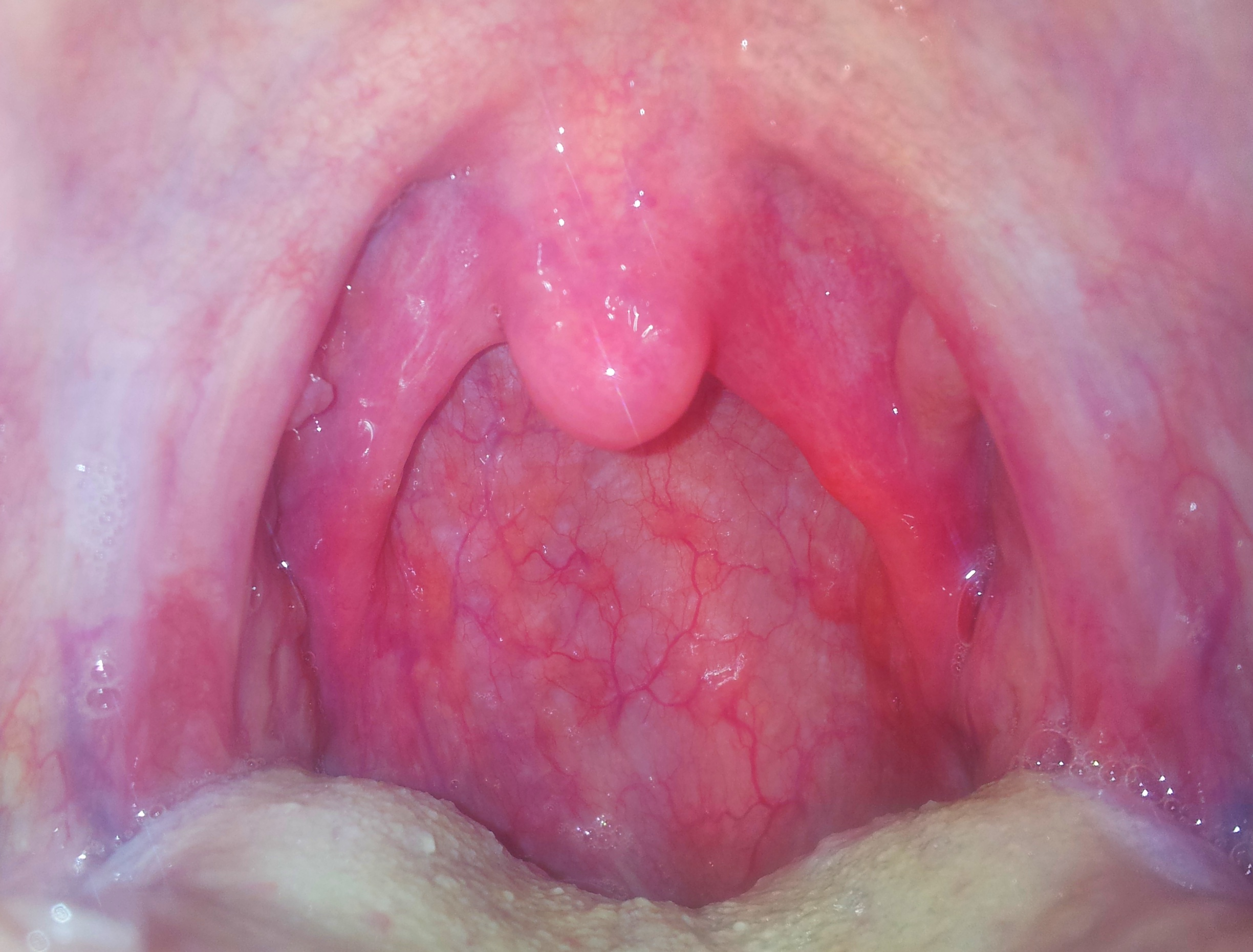
Faryngitis aan slechts één kant.

## Symptomen
De keel ziet roder dan normaal, soms met gezwollen tonsillen (tonsillitis) en/of huig (uvulitis), al dan niet met witte beslagplekken erop. In de hals zijn meestal ook gezwollen lymfeklieren te voelen. De patiënt heeft in sommige gevallen hoge koorts, die tot 39 of 40 graden kan oplopen.

## Oorzaken
De meeste keelontstekingen worden veroorzaakt door een virus. Een virale keelontsteking kent over het algemeen een mild verloop en een kleine kans op complicaties. Een bestaande virale luchtweginfectie of verkoudheid kan voorafgaan aan een keelontsteking. Zo zijn adenovirussen een veelvoorkomende verwekker van een keelontsteking, bij kinderen tot 3 jaar zijn ze de belangrijkste veroorzaker. Ook herpes simplex, coronavirussen en het coxsackievirus kunnen een virale faryngitis veroorzaken.
Keelontsteking kan ook het gevolg zijn van klierkoorts. In dit geval is er sprake van het Epstein-Barrvirus. Dit kan door middel van bloedonderzoek worden aangetoond.
Ten slotte kunnen het cytomegalovirus en HIV-1 ook de verschijnselen van een keelontsteking veroorzaken.
Bij volwassenen is ongeveer 5 tot 10 procent van de keelontstekingen van bacteriële origine. Bij kinderen zelfs tot 35%. De overgrote meerderheid van deze gevallen wordt veroorzaakt door groep A beta-hemolytische streptokokken (GABHS), ook wel Streptococcus pyogenes genaamd. Ook groep C en G streptokokken kunnen gelijkaardig ziektebeeld veroorzaken. Ook de Arcanobacterium haemolyticum kan een GABHS-achtige keelontsteking veroorzaken. Meer atypische bacteriën die gelijkaardige symptomen kunnen veroorzaken zijn onder meer Neisseria gonorrhoeae, Mycoplasma pneumoniae, yersinia en chlamidia.

## Behandeling
Bij zo goed als alle ongecompliceerde gevallen van keelontsteking geneest de patiënt spontaan binnen enkele dagen. Pijnstillers, zoals paracetamol of lokale preparaten kunnen de symptomen verlichten. Het wordt aanbevolen om veel te drinken, in ieder geval meer dan normaal. Wanneer de ziekte na een aantal dagen niet verbetert, is een consultatie bij een arts wel aangewezen.
Bij een bewezen bacteriële infectie kunnen antibiotica aangewezen zijn ter verkorting van de ziekteduur (ongeveer met 1 dag) en ter preventie van zowel lokale als reumatische complicaties. Het meest aangewezen geneesmiddel bij een GABHS-faryngitis blijven de orale penicillines. Alternatief kunnen o.a. amoxicilline en azitromycine voorgeschreven worden.

## Complicaties
Complicaties zijn eerder zeldzaam, zeker bij een virale etiologie. De algemene complicaties van een faryngitis zijn onder meer sinusitis, oorontsteking, epiglottitis en longontsteking.
De groep A-streptokokken kennen als belangrijkste verwekker van een bacteriële keelontsteking een aantal specifieke complicaties.
Enerzijds kunnen de bacteriën zich lokaal verspreiden en zo suppuratieve aandoeningen veroorzaken zoals retrofaryngeaal of peritonsillair abces, lymfadenitis en mastoiditis. Anderzijds kunnen ernstige aandoeningen zoals reumatische koorts, reumatische hartziekte en glomerulonefritis zich ontwikkelen verschillende weken na de oorspronkelijke keelontsteking.